# Транзит-3Ей

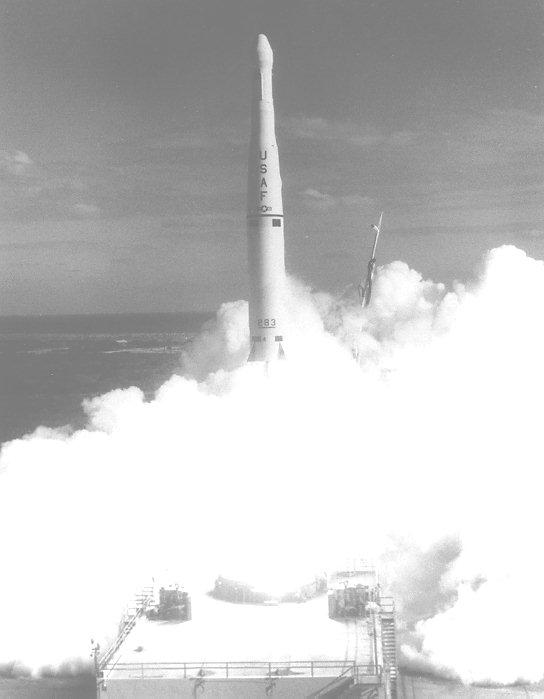
Запуск ракети-носія «Тор-Ейблстар» з апаратами «Транзит-3 Ей» і «Солрад-2»

«Транзит-3 Ей» (англ. Transit 3A) — американський навігаційний супутник, невдало запущений за програмою «Транзит». Першою метою програми була розробка обладнання й для надійного виявлення позицій підводних човнів і військових літаків незалежно від погоди і їхнього розташування. Другою метою програми було забезпечення надійнішої, ніж до того, морської і повітряної навігації за будь-якої погоди.

## Опис
Апарат у формі кулі діаметром 91 см масою 91 кг мав стабілізуватись обертанням у польоті. Живлення мали забезпечувати нікель-кадмієві батареї, що мали заряджатись від сонячних елементів.

## Запуск
30 листопада 1960 року о 19:50 UTC з космодрому на мисі Канаверал ракетою-носієм «Тор-Ейблстар» було запущено супутники «Транзит-3 Ей» і «Солрад-2». Ракета-носій вимкнулась достроково і була знищена системою безпеки.